# Полотовский сельсовет
Полотовский сельсовет — административная единица на территории Полоцкого района Витебской области Республики Беларусь. Административный центр — агрогородок Полота.

## История
Образован в 1954 году.

## Состав
Полотовский сельсовет включает 30 населённых пунктов:
- Баяновщина — деревня.
- Бобовики — деревня.
- Верхоченье — деревня.
- Гирсино — деревня.
- Глушенки — деревня.
- Девички — деревня.
- Дрозды — деревня.
- Жихари — деревня.
- Залесье — деревня.
- Замхи — деревня.
- Затростенье — деревня.
- Захарничи — деревня.
- Казимирово — деревня.
- Калошки — деревня.
- Конный Бор — деревня.
- Кополь — деревня.
- Новая Полота — деревня.
- Муштарово — деревня.
- Поздняково — деревня.
- Полота — агрогородок.
- Сарнополье — деревня.
- Ситенец — деревня.
- Скоброе — деревня.
- Сковородино — деревня.
- Сосновка — деревня.
- Спасское — деревня.
- Стадола — деревня.
- Узницы — деревня.
- Шуматенки — деревня.
- Юровичи — деревня.

Упразднённые населённые пункты:
- Лонница — деревня.